# Magnar Solberg
Magnar Solberg (Soknedal, 4 febbraio 1937) è un ex biatleta norvegese.

## Palmarès

### Olimpiadi invernali
- Oro a Grenoble 1968 nei 20 km individuali.
- Oro a Sapporo 1972 nei 20 km individuali.
- Argento a Grenoble 1968 nella staffetta 4x7,5 km.

### Mondiali
- Argento a Zakopane 1969 nella staffetta 4x7,5 km.
- Argento a Östersund 1970 nella staffetta 4x7,5 km.
- Argento a Hämeenlinna 1971 nella staffetta 4x7,5 km.
- Bronzo a Zakopane 1969 nei 20 km individuali.
- Bronzo a Hämeenlinna 1971 nei 20 km individuali.